# Pansement gastrique

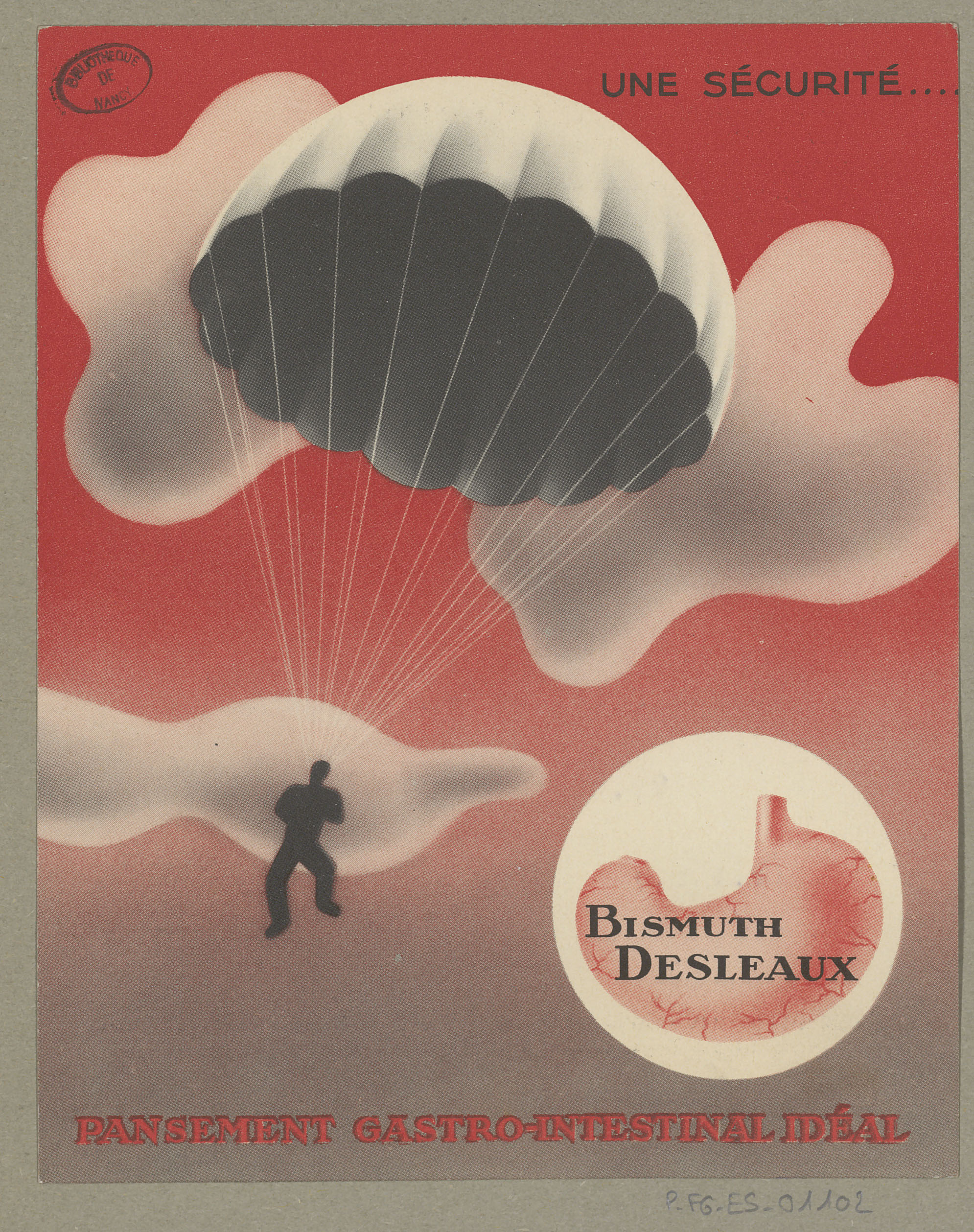
Publicité de pansement gastrique

Un pansement gastrique est une préparation médicamenteuse administrée par voie orale afin de protéger la muqueuse gastrique lésée ou risquant de l'être. Elle sert de rempart entre la muqueuse lésée et les sucs digestifs (dont l'acide chlorhydrique) ainsi que les aliments.
Il est utilisé chez les personnes souffrant de gastrite ou d'ulcère gastro-duodénal.

## Catégories de préparations
- Argiles et apparentés
  - Actapulgite (Argile antiacide, pansement gastro-intestinal et anti-diarrhéique)
  - Bedelix (Argile antiacide, pansement gastro-intestinal)
  - Smecta (Argile antiacide, pansement gastro-intestinal et anti-diarrhéique)
- Silicones
- Polyvinylpolypyrrolidone